# Köte Sándor
Köte Sándor (Hajdúszoboszló, 1925. január 25. – Budapest, 2003. július 18.) magyar pedagógus, neveléstörténész, a neveléstudományok doktora (1976), egyetemi tanár.

## Kutatási területe
Neveléstörténet és felsőoktatás.

## Életpályája
Pedagógia-pszichológia szakos középiskolai tanári diplomát szerzett a budapesti egyetemen (1945-1948) és a leningrádi Herzen Pedagógiai Intézetben (1949-1952). Hazatérve a budapesti Pedagógiai Tudományos Intézetben neveléstörténeti kutatásokat folytatott, 1961-ben a neveléstudományok kandidátusa címet érte el. 1963-tól tanszékvezető egyetemi docensi beosztásban dolgozott az ELTE, majd 1968-tól a Magyar Testnevelési Főiskola Neveléstudományi Tanszékén. 1965-1968 közt dékánhelyettesi beosztásában törekedett az egyetemi oktatás színvonalának emelésére, ha kellett, feletteseire is „rátépte az ajtót.”
1973-ban a Magyar Tudományos Akadémia ösztöndíjasa lett. 1974-1977 közt a Felsőoktatási Pedagógiai Kutatóközpont munkatársa, majd tudományos igazgatóhelyetteseként működött. 1976-ban a neveléstudományok doktora fokozatot érte el, disszertációja a szovjet pedagógia hőskorától (1917-1920) szólt, nyomtatásban 1979-ben jelent meg. 1977-1980 közt az MTA Pedagógiai Kutatócsoportjánál tudományos tanácsadói minőségben, 1980-1993 közt az ELTE Neveléstudományi Tanszékén egyetemi tanári beosztásban kutatott és tanított. 1994-ben vonult nyugalomba.
Az anyagi gondokkal küzdő Magyar Pedagógia c. folyóirat szerkesztőbizottságának elnökeként működött (1985-1990). Sokat tett azért, hogy a rangos folyóirat tudományos tekintélye viszonyítási alap maradjon a szakmában.
A marxista ideológia nyomasztó fölénye mellett, sok esetben elkötelezett marxista kutatóként a pedagógiai kutatás szakmai fortélyait, a neveléstudomány "ideológiailag nem illeszkedő" témáit, kérdésfeltevéseit megőrizte, gyarapította, és a lehetőségekhez képest tovább is adta tanítványainak, fiatalabb munkatársainak. 1994-es nyugdíjazása után tanulmányaira már kevéssé figyelt a tudományos közélet, pedig még ekkor is neveléstudományi „ritkaságokkal” állt elő. Az Országos Pedagógiai Könyvtár és Múzeum által 1997-ben megjelentetett A hazai neveléstudomány tudományelméleti alapkérdései című hosszabb lélegzetű munkája a pedagógia hazai nagy hatású, de ma már kevésbé ismert művelőinek munkásságát foglalta össze. Az Új Pedagógiai Szemlében 1998-ban publikált Neveléstudomány és értékelmélet című tanulmánya a még mindig nem kellően ismert 1920-30-as évekbeli filozófiai alapú pedagógia kérdéseivel foglalkozott.
Élete utolsó éveiben Németh László pedagógiai munkásságát kutatta, ez a munkája félbemaradt, a halál kiragadta kezéből a tollat.

## Köteteiből
- A Tanácsköztársaság közoktatásügyi rendeletei (1957)
- A magyar nevelésügy a polgári demokratikus forradalom és a Tanácsköztársaság idején; Tankönyvkiadó, Bp., 1963 (Egyetemes neveléstörténet)
- Közoktatás és pedagógia az abszolutizmus és a dualizmus korában : 1849-1918 (1975)[4]
- A szocialista munkaiskola kezdetei : 1917-1920 (1979)
- A Tanácsköztársaság közoktatáspolitikai és pedagógiai törekvései; Tankönyvkiadó, Bp., 1979
- A szocialista munkaiskola kezdetei. 1917-1920; Akadémiai, Bp., 1979
- Egy útmutató pedagógus : Nagy László élete és munkássága (1983)
- A pedagógus Kemény Gábor (1989)
- A hazai neveléstudomány tudományelméleti alapkérdései; Országos Pedagógiai Könyvtár és Múzeum, Bp., 1997

## Szerkesztéseiből
- Neveléstörténeti tanulmányok. Budapest : Magyar Pedagógiai Társaság, 1970. 447 p.
- Neveléstörténeti szöveggyűjtemény 1-2.; szerk. Köte Sándor, Kis Jenő; Tankönyvkiadó, Bp., 1971
- Neveléstörténeti olvasókönyv; összeáll. Jáki László, Komlósi Sándor, Köte Sándor, szerk. Komlósi Sándor; Tankönyvkiadó, Bp., 1978 (Tanárképző főiskolai tankönyvek)
- A Magyar Pedagógiai Társaság küldöttközgyűlése, 1981. (1982)

## Tudományos tisztségei (válogatás)
- MTA Pedagógiai Bizottság tagja (1975-1990);
- MTA Doktori Tanács Pedagógiai szakbizottságának tagja (1975-1990);
- MTA TMB tagja (1988-1995).

## Társasági tagság
- Magyar Pedagógiai Társaság